# Oskar von Arnim-Kröchlendorff
Pour les articles homonymes, voir Famille Arnim et Arnim (homonymie).
Oscar Friedrich Ernst Abraham Heinrich Carl baron von Arnim-Kröchlendorff (né le 16 juin 1813 à Berlin et mort le 18 décembre 1903 dans la même ville) est un propriétaire foncier prussien et administrateur d'arrondissement (de) du royaume de Prusse. Il est député dans la chambre des seigneurs de Prusse et dans le Reichstag de la Confédération d'Allemagne du Nord.

## Biographie

### Origine

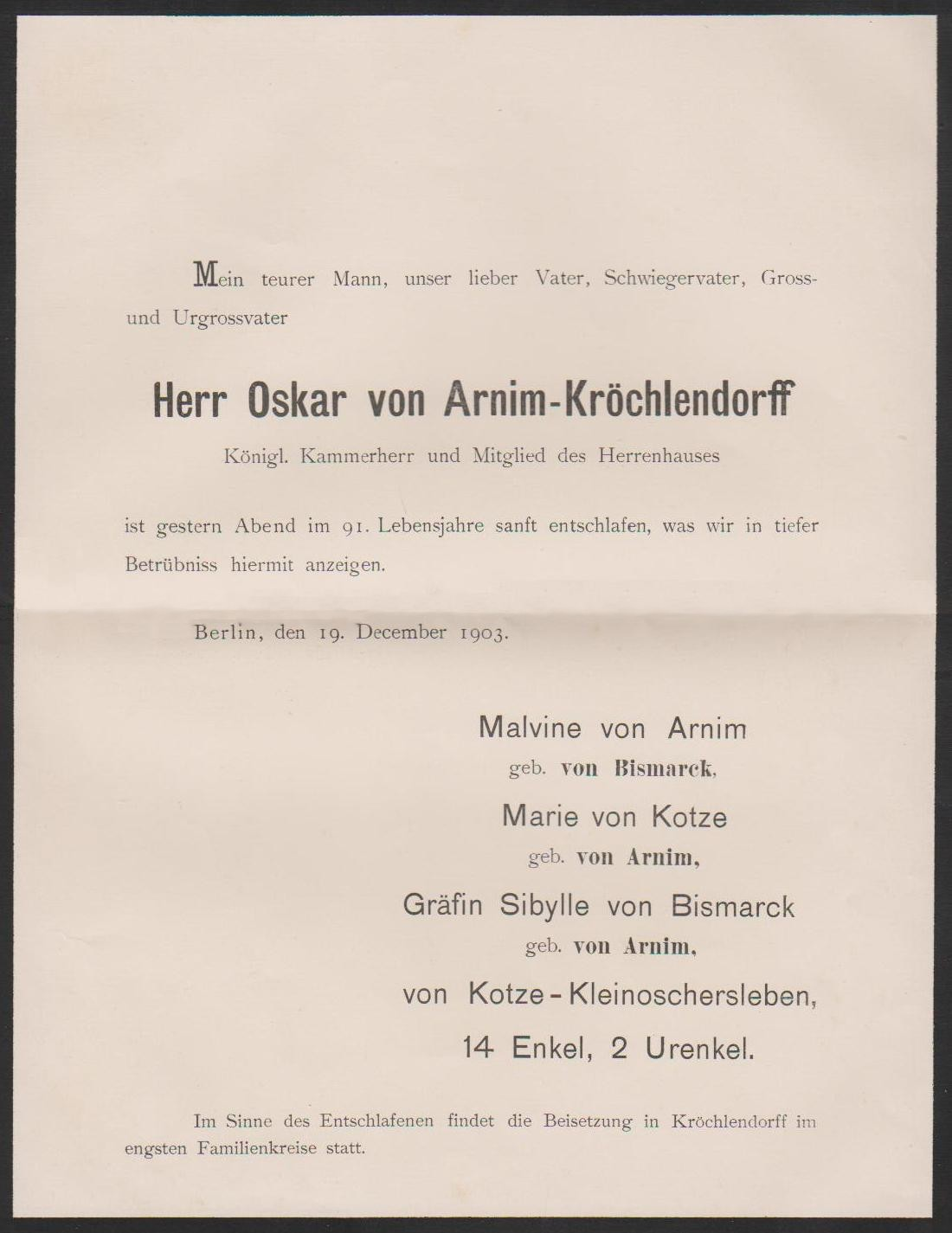
Avis nécrologique (1903)

Il est issu de l'ancienne famille noble d'Uckermark Arnim. Il est le fils du juge de chambre royal prussien, doyen de la cathédrale et propriétaire terrien Friedrich von Arnim et Caroline née Heim (fille du médecin berlinois et citoyen d'honneur Ernst Ludwig Heim).

### Carrière
Arnim étudie le droit à l'Université de Heidelberg et devient membre du Corps Saxo-Borussia en 1833. En 1840, il commence sa carrière en tant qu'assesseur du gouvernement dans l' administration interne du royaume de Prusse. En 1844, il devient administrateur de l'arrondissement d'Angermünde (de). Il siège à plusieurs comités de 1849 à 1859 en tant que conseiller gouvernemental. En 1852, il est le second de Bismarck dans le duel entre Vincke et Bismarck (de).
De 1849 à 1859, Arnim est député de la seconde chambre du parlement de l'État prussien et à la chambre des représentants de Prusse. À partir de 1860, il est député de la chambre des seigneurs de Prusse. De 1867 à 1870, il représente la 4e circonscription du district de Potsdam dans le Reichstag de la Confédération de l'Allemagne du Nord (Prenzlau-Angermünde). De 1874 à 1877, il est député du Reichstag en tant que membre du Parti conservateur libre (RFKP). Il représente la 3e circonscription de Potsdam au Reichstag (Prenzlau-Angermünde).
En 1844, Arnim pose la première pierre de son nouveau château de Kröchlendorff, qu'il fait construire à partir de 1846 par l'architecte berlinois Eduard Knoblauch (1801-1865), un élève de Schinkel (de), en style néogothique entouré d'un parc paysager conçu par l'architecte paysagiste Peter Joseph Lenné (1789-1866). Arnim fait également construire l'église du village (de) dans la partie sud-est du parc dans un style néo-gothique historiciste à partir de 1864 selon les plans de l'officier royal de construction Ferdinand von Arnim (1814-1866). L'église, consacrée le 29 juin 1868, est l'accomplissement du vœu du couple de retrouver leur fils Detlev, mortellement blessé dans un accident de chasse (1861), toujours en vie. L'église est rénovée et peut être utilisée comme salle d'exposition et salle de concert et pour les fêtes de famille.

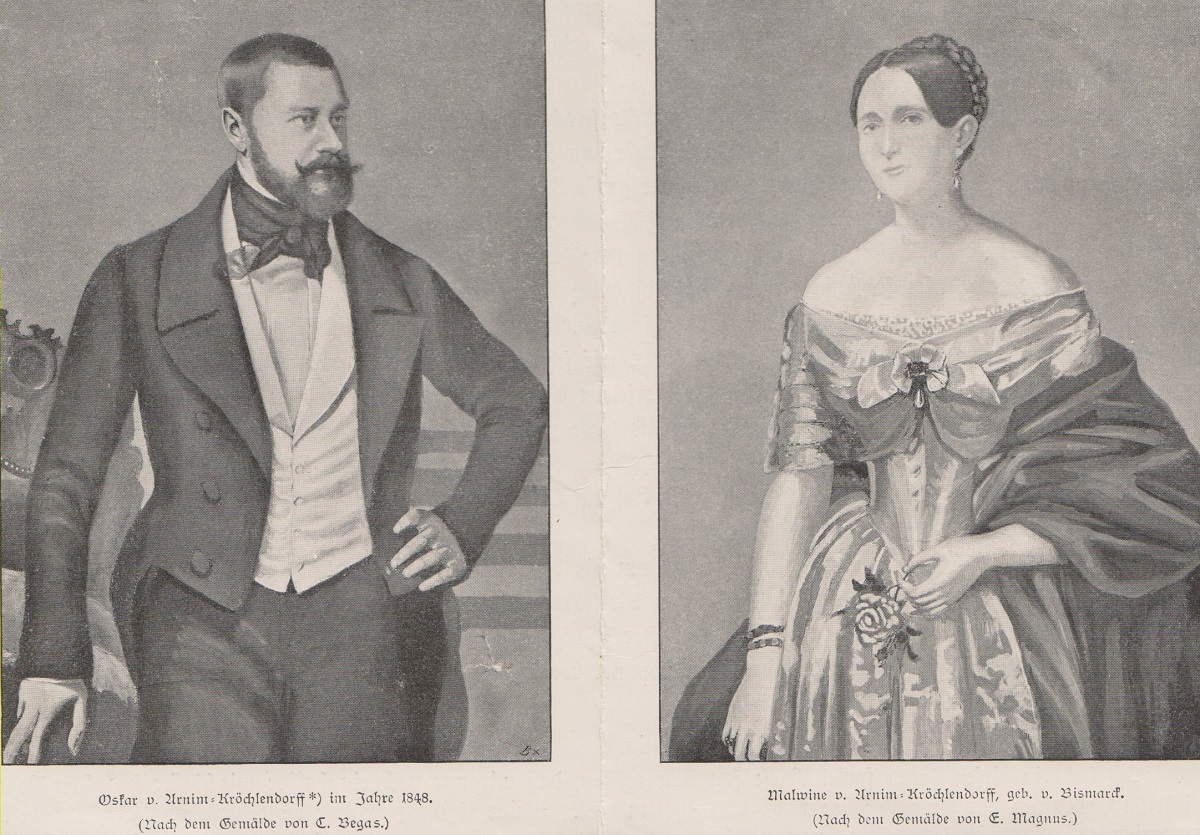
Oskar von Arnim-Kröchlendorff et sa femme Malwine von Bismarck

### Famille
Oscar von Arnim épouse Malwine von Bismarck à Schönhausen en 1844, fille de Ferdinand von Bismarck-Schönhausen (1771-1845) et de Luise Wilhelmine Menken (1789-1839) et sœur unique du chancelier Otto von Bismarck. Sa fille Sibylle von Arnim (1864-1945), nièce du chancelier, épouse en 1885 son cousin Wilhelm comte von Bismarck-Schönhausen (1852-1901), haut président de la province de Prusse-Orientale et fils du prince Otto von Bismarck (1815-1898) et de Johanna von Puttkamer (1824-1894).
D'après le carnet d'adresses général des propriétaires de manoirs en Prusse, province de Brandebourg, publié officiellement pour la première fois en 1879, la propriété de Kröchlendorff du chambellan s'étend sur environ 939 hectares. À cela s'ajoutent, outre Bertikow par exemple, d'autres propriétés dans les arrondissements voisins.
Oskar von Arnim est membre de la Coopérative provinciale de Brandebourg de l'Ordre de Saint-Jean et devient chevalier de Justice en 1867.